# Dondo (Mozambik)
Dondo – miasto w środkowo-wschodnim Mozambiku, na północny zachód od Beiry. W 2013 roku liczba mieszkańców wynosiła 82 978.